# Johann Hedwig

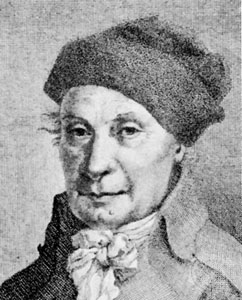
Johann Hedwig

Johann Hedwig (Kronstadt, 8 dicembre 1730 – Lipsia, 18 febbraio 1799) è stato un botanico tedesco considerato il fondatore della moderna Briologia.

## Opere (Selezione)
- Fundamentum historiae naturalis muscorum frondosorum. 2 voll. Leipzig 1782.
- (LA) Descriptio et adumbratio microscopico-analytica muscorum frondosorum nec non aliorum vegetantium a classe cryptogamica Linnaei, vol. 1, Leipzig, Johann Gottfried Müller, 1787.
  - (LA) Descriptio et adumbratio microscopico-analytica muscorum frondosorum nec non aliorum vegetantium a classe cryptogamica Linnaei, vol. 2, Leipzig, Johann Gottfried Müller, 1789.
  - (LA) Descriptio et adumbratio microscopico-analytica muscorum frondosorum nec non aliorum vegetantium a classe cryptogamica Linnaei, vol. 4, Leipzig, Johann Friedrich (2.) Gleditsch, Erben, 1797.

- Theoria generationis et fructificationis plantarum cryptogamarum. St. Petersburg 1784; seconda edizione 1797.

- Sammlung seiner zerstreuten Abhandlungen und Beobachtungen über botanisch-ökonomische Gegenstände. 2 voll. Leipzig 1793–1797.
- Filicum genera et species. 4 Fasc. Leipzig 1799–1803.[1]
- Species muscorum frondosorum. Hrsg. von F. Schwägrichen. 1 vol + 4 supplementi. Leipzig 1801–1842.

### Edizioni
- (LA) Filicum genera et species, Leipzig, Schaefer, 1799.
- (LA) Theoria generationis et fructificationis plantarum cryptogamicarum, Leipzig, Christoph Gottlob Breitkopf & Gottfried Christoph Härtel, 1798.

## Riconoscimenti
Al nome di Johann Hedwig fu intitolata Hedwigia, una rivista scientifica dedicata allo studio delle crittogame, fondata da Gottlob Ludwig Rabenhorst nel 1852 e cessata nel 1944. Una nuova serie, intitolata Nova Hedwigia viene pubblicata trimestralmente dal 1959. Sempre al nome di Hedwig è intitolata la "Hedwig medal", assegnata ogni sei anni dalla International Association of Bryologists (IAB).